# Eugeniusz Nałęcz
Eugeniusz Nałęcz (ur. 26 lipca 1940 w Golanach, zm. 27 listopada 2015 w Ostrołęce) – polski nauczyciel, działacz państwowy i społeczny, w latach 1984–1990 wicewojewoda ostrołęcki.

## Życiorys
Syn Jana i Anny. Ukończył dzienne studia polonistyczne na Uniwersytecie Warszawskim. Przez wiele lat pracował jako nauczyciel języka polskiego w szkołach średnich w Ostrołęce i Różanie, a także Technikum Samochodowym i Zespole Szkół Zawodowych w Przasnyszu. Był wicedyrektorem jednej ze szkół i następnie inspektorem szkolnym w powiecie przasnyskim. W 1975 został ostrołęckim wicekuratorem oświaty i wychowania, odpowiedzialnym m.in. za książnicę pedagogiczną. Należał do Polskiej Zjednoczonej Partii Robotniczej, od kwietnia 1984 do czerwca 1990 pozostawał wicewojewodą ostrołęckim.
Zajmował się publicystyką dotyczącą tematyki historycznej, literackiej i regionalnej, a także kultury kurpiowskiej. Opublikował też m.in. książkę wspomnieniową. Działał na rzecz społeczności lokalnej, w tym budowy placówek medycznych i szkolnych oraz Ostrołęckiego Centrum Kultury. Przez wiele lat kierował wojewódzkim oddziałem Towarzystwa Przyjaciół Dzieci.
Zmarł po długiej chorobie. 2 grudnia 2015 pochowany na Cmentarzu Komunalnym w Ostrołęce.

## Odznaczenia
Odznaczony m.in. Krzyżem Kawalerskim Orderu Odrodzenia Polski, Medalem Komisji Edukacji Narodowej i Medalem im. dr Henryka Jordana.